# Zborul 103 al Yeti Airlines

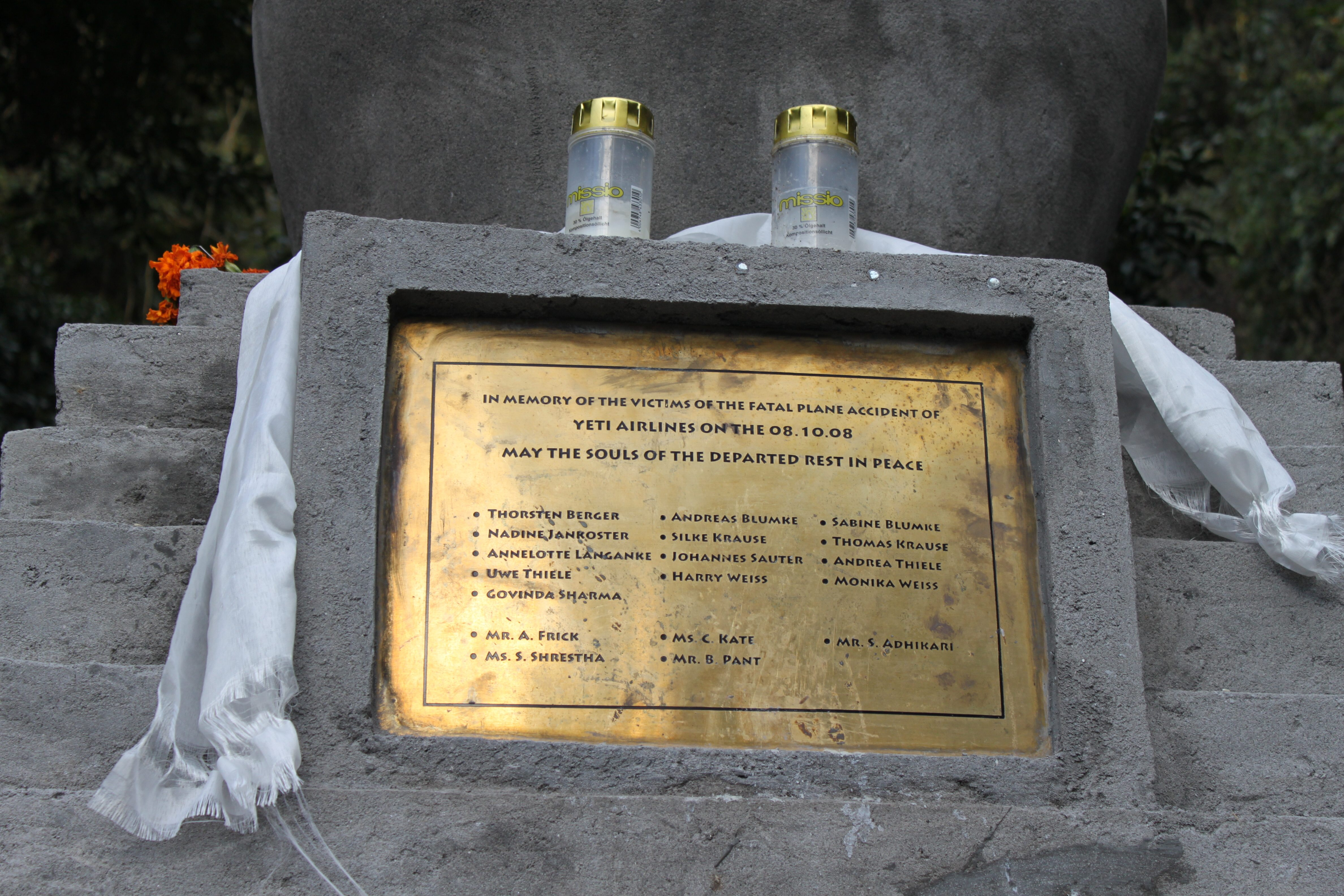
Memorial pentru zborul 103 al Yeti Airlines

Pe data de 8 octombrie 2008, 18 oameni au murit în urma prăbușirii unei aeronave de mici dimensiuni (de Havilland Canada DHC-6 Twin Otter), aparținând compeniei nepaleze Yeti. Accidentul aviatic s-a produs la aterizarea pe aeroportul Lukla, Nepal, pe fondul unei vremi nefavorabile. Dintre cei 19 pasageri aflați la bord, 14 erau străini (germani) și cinci nepalezi.